# 神奈川フィッシングパーク
神奈川フィッシングパーク（かながわフィッシングパーク）は、かつて神奈川県相模原市（現・同市南区）にあった水のテーマパークである。

## 概要
- 1970年に淡水魚の知識普及を目的に設立。県主導の第3セクター方式により、(財)神奈川県フィッシングパークによって運営された。
- ニジマスなどの釣り堀として市民、県民に親しまれたが、「河川水が少なくなったことによる水質低下」などが影響し、1998年3月で閉鎖された。
- 閉鎖後はビオトープや水辺広場などが整備され、フィッシングパーク跡地という名称で相模原公園が管理、無料開放していたが、2015年4月からは相模原公園せせらぎの園として相模原公園の一部となっている[1]。
- かつてはアクセスとして神奈川中央交通の路線バスのバス停に「フィッシングパーク前」が設置されており、閉鎖後もしばらくその名称となっていたが、2013年6月2日付で「山の神坂下」（近傍にある大山祇神社の通称「山の神神社」にちなむ）に改称された。
- フィッシングパークの入り口に面する道路は、閉鎖後もフィッシングパーク通りの愛称のままであり[2]、柵には魚がデザインされている。